# Битти, Дарья
Дарья Битти (англ. Dahria Beatty, род. 7 марта 1994, Уайтхорс) — канадская лыжница. Участница зимних Олимпийских игр 2018 года.

## Биография
Дарья Битти родилась 7 марта 1994 года в канадском городе Уайтхорс.
Выступала в соревнованиях по лыжным гонкам за клуб «Уайтхорс» и академию «Альберта Уорлд Кап».
С 2013 года выступает в Кубке мира по лыжным гонкам. В 2019 году показала лучший результат в общем зачёте дисциплины, заняв 45-е место в спринте, и лучший результат в общем зачёте Кубка — 84-е место.
Дважды участвовала в чемпионатах мира. В 2017 году в Лахти заняла 39-е место в индивидуальной гонке на 10 км, 34-е — в гонке на 30 км с масс-стартом, 37-е — в спринте. В составе сборной Канады стала 10-й в эстафете 4х5 км, 13-й в командном спринте. В 2019 году в Зефельд-ин-Тироле заняла 49-е место в индивидуальной гонке на 10 км, 41-е — в гонке на 30 км с масс-стартом, 31-е — в спринте. В составе сборной Канады стала 12-й в эстафете 4х5 км и командном спринте.
В 2018 году вошла в состав сборной Канады на зимних Олимпийских играх в Пхёнчхане. Выступала в пяти дисциплинах лыжных гонок. В индивидуальной гонке на 10 км заняла 37-е место, показав результат 27 минут 48,9 секунды и уступив 2 минуты 48,4 секунды выигравшей золото Рагниль Хаге из Норвегии. В скиатлоне на 15 км заняла 52-е место, показав результат 46.17,3 и уступив 5 минут 32,4 секунды победительнице Шарлотт Калле из Швеции. В спринте заняла 42-е место в квалификации, показав результат 3.29,77 и уступив 21,03 секунды худшей из попавших в четвертьфинал Айно-Кайсе Сааринен из Финляндии. В эстафете 4х5 км сборная Канады, за которую также выступали Эмили Нисикава, Сендрин Браун и Анна-Мария Комо, заняла предпоследнее, 13-е место, показав результат 56.14,6 и уступив 4 минуты 50,3 секунды завоевавшим золото лыжницам Норвегии. В командном спринте вместе с Нисикавой заняла 7-е место в полуфинале, показав результат 17.01,54 и уступив 9,87 секунды худшим из попавших в финал лыжницам Германии.